# Схоластика
Схола́стика (лат. Scholastica от греч. σχολαστικός — «школьный» от греч. σχολή — «школа») — систематическая европейская средневековая философия, сконцентрированная вокруг университетов и представляющая собой синтез христианского (католического) богословия и философии Аристотеля. Схоластика характеризуется соединением теолого-догматических предпосылок с рационалистической методикой и интересом к формально-логическим проблемам.
Отличительные черты средневековой схоластики: составление «Сумм» — всеобъемлющих компендиумов по тому или иному вопросу, доскональное изучение поставленного вопроса со скрупулёзным рассмотрением всех возможных случаев и опровержением неортодоксальных воззрений; высокая культура цитирования. Основная проблематика: вера и знание, доказательство бытия Бога, общее и единичное (проблема универсалий).
В повседневном общении схоластикой часто называют представления, оторванные от жизни, основывающиеся на отвлечённых рассуждениях, не проверяемых опытом.

## Этимология
Слово «схоластика» происходит от лат. schola (греч. σχολή) или, ближе, от производного scholasticus «школьный, учебный». Этим именем обычно обозначается философия, преподававшаяся в школах средних веков. Слово scholasticus, употребляемое в качестве существительного, прилагалось сначала к учителям одной или нескольких наук, преподававшихся в основанных Карлом Великим монастырских школах, а также к учителям богословия; впоследствии оно было перенесено на всех, кто занимался науками, особенно философией.
Впервые выражение «σχολαστικός» встречается у Теофраста в его письме своему ученику Фании (Diog. L. V, 2, 37). Слово «схоластика» (а также и «схоластик») не имело первоначально такого укоризненного смысла, с каким оно стало употребляться в новые времена, когда схоластическая или средневековая философия начала подвергаться нападкам со стороны представителей нового умственного движения. Так, например, Цицерона многие римляне называли схоластиком после того, как он стал изучать греческую философию, но этим названием хотели обозначить только теоретика, забывающего важность практики и практического образования. Теперь слово «схоластика» применяется не только к средневековой философии, но и ко всему, что в современном образовании и в учёных рассуждениях хотя бы отчасти напоминает по содержанию и форме схоластицизм — и применяется обычно как отрицательный эпитет.

## Общая характеристика
По общему своему характеру схоластика представляет религиозную философию не в смысле свободной спекуляции в области вопросов религиозно-нравственного характера, как это видно в системах последнего периода греческой философии, а в смысле применения философских понятий и приёмов мышления к христиански-церковному вероучению, первый опыт которого представляет предшествовавшая схоластике патристическая философия. Имея в виду путём такого применения сделать доступным разуму содержание веры, схоластика и патристика тем отличались одна от другой, что для последней этим содержанием служило Св. Писание и для догматической формулировки собственно откровенного учения она пользовалась философией — тогда как для схоластики содержание веры заключалось в установленных отцами догматах и философия применялась преимущественно к уяснению, обоснованию и систематизации последних. Абсолютной противоположности, впрочем, между схоластикой и патристикой нет, потому что и в патристическое время, наряду с постепенным формулированием догматов, шло обоснование и приведение их в систему, а с другой стороны, нельзя сказать, чтобы и в период схоластики система догматов представляла собою во всех пунктах законченное целое: в области богословско-философской спекуляции догматическое учение подверглось некоторой дальнейшей разработке.
Отношение между схоластикой и патристической философией точнее можно определить так: первая осуществляет и развивает то, что не достигло ещё осуществления и развития в последней, хотя и находилось в ней в качестве зародыша.
Философствование схоластиков строилось на почве установленного учения церкви и тех учений античной философии, которые сохранились до средних веков. В этом двойном богословско-философском предании высшее место, конечно, принадлежало церковному учению. Немалым уважением пользовалось, однако, и философское предание: от новых, только приступавших к научному просвещению народов естественно было ожидать, что они с детским доверием и почтением примут полученную ими в наследство от древности науку. Являлась задача согласовать оба предания и объединить в нечто целое. При выполнении этой задачи исходили из того принципа, что разум и откровение происходят от одного источника света — от Бога, и что поэтому между теологией и истинной философией противоречия не может быть, а в согласии их учений — доказательство истинности обеих.
В период расцвета схоластических систем философия и теология действительно переходили одна в другую. Однако различие их природы должно было всё-таки проявить себя — и к концу средних веков богословие и философия уже резко обособляются друг от друга.
Средневековая мысль ясно понимала различие этих областей. Философия основывалась на естественно-разумных принципах и доказательствах или, как тогда говорили, на «естественном свете», а теология — на божественном откровении, которое было сверхъестественно. Учениям философским истина присуща, сравнительно с откровением, в незначительной мере; показывая, до каких пределов познания может дойти человек своими естественными силами, философия вместе с тем даёт доказательство того, что она не может удовлетворить стремления нашего разума к созерцанию Бога и вечному блаженству и что здесь необходима помощь сверхъестественного откровения.
Схоластики чтили древних философов, как людей, которые достигли вершины естественного знания, но это не значит, что философы исчерпали всю возможную для человека истину: преимущество теологии перед философией заключается как в том, что она имеет высший принцип познания, так и в том, что она обладает высшими истинами, которых разум не может достигнуть сам собою. Эти откровенные истины у схоластиков собственно и составляли существенное содержание их систем, философия же служила только вспомогательным средством для задач богословия. Поэтому они и говорили, что философия — служанка богословия (лат. ancilla theologiae). В двояком отношении она была такою служанкою: во-первых, она давала теологии научную форму; во-вторых, из неё теология извлекала те истины разума, на основе которых она могла возвыситься до спекулятивного разумения христианских тайн, насколько оно вообще доступно человеческому духу. В начале схоластического периода философская мысль ещё не стоит в рабском подчинении церковному учению. Так, Эриугена хотя и утверждает, что все наши исследования должны начинаться с веры в откровенную истину, при толковании которой мы должны всецело подчинить себя руководству отцов, — однако истинную религию он не согласен понимать просто в виде санкционированного авторитетом учения и в случае коллизии между авторитетом и разумом отдаёт предпочтение последнему; противники упрекали его в неуважении к церковному авторитету. И после Эриугены согласие разума с учением церкви было достигнуто лишь постепенно. С половины XIII века это согласие является твёрдо обоснованным, с тем, однако, ограничением, что специфически христианские догматы (троичность, воплощение и др.) изъяты из области доказуемого разумом. Постепенно (в основном — ко времени возобновления номинализма в XIV веке) круг теологических положений, доказуемых разумом, все более сужается, пока наконец место схоластического предположения сообразности церковного учения с разумом заступает полное отделение школьной философии (аристотелевской) от христианской веры.
Взгляд на философию как на служанку богословия хотя и не проводился строго всеми схоластиками, однако выражал, можно сказать, господствующую тенденцию времени. Тон и направление всей духовной жизни в средние века давала церковь. Естественно, что и философия в это время принимает теологическое направление и судьба её связывается с судьбою иерархии: с возвышением последней и она достигает высшего расцвета, с падением её — падает. Отсюда историки выводят и некоторые другие черты схоластической философии.
Учреждения практического характера должны представлять собою строго организованную систему: это — одно из условий их процветания. Поэтому и католическая иерархия в период своего постепенного возвышения была озабочена собранием в систему канонических правил, которые должны лежать в основе её строя. Такое систематизаторское стремление отражается и на философии средних веков, которая тоже стремится к системе и на место опытов фрагментарного, носящего более или менее случайный характер патристического философствования даёт ряд более или менее цельных систем. Особенно это обнаруживается в цветущее время схоластики, когда появляются богословско-философские системы Альберта Великого, Фомы Аквинского и Дунса Скота.
Внимание схоластиков потому уже должно было направиться в эту сторону, что в их распоряжение от прежнего времени был предоставлен материал, требующий не критического обсуждения и не апологетико-полемической работы, а именно только систематизации: это были общеустановленные положения церковной веры, которые надлежало подвергнуть формальной обработке при помощи доступных философских приёмов. Этим объясняется и другая черта схоластической философии: её тяготение к форме, к формальной обработке понятий, к построению формальных выводов. Схоластику нередко упрекают в излишнем, пустом формализме. Упрёки эти не лишены основания; но нужно иметь в виду, что такой формализм был неизбежен. В другие времена перед мыслью стояло богатство и разнообразие опытного содержания; наоборот, материал, над которым оперировала схоластическая философия, был ограничен, и свежие умственные силы новых народов должны были найти себе исход в усиленной формальной работе.
Общая задача заключалась в том, чтобы усвоить полученные от античного мира памятники философской мысли и применить их к потребностям времени. Философские учения древности делались достоянием средних веков постепенно; сначала из них были известны только скудные отрывки. В первое время являлась, таким образом, задача восполнить пробелы в философском предании, а потом требовалось уже согласить не всегда согласные между собою философские авторитеты древности. Нужно было, кроме того, применить философию к богословию, определить и обосновать отношение разума к вере, найти истинам веры разумное объяснение и в конце концов создать философско-богословскую систему. Все это побуждало средневековую мысль главным образом к формальной работе, хотя, конечно, приводило её и к новым выводам материальным, почему в философствовании схоластиков несправедливо видеть только одно повторение на разные лады сказанного Августином и Аристотелем.
Духовное и светское сословия в течение средних веков различались между собою и по жизни, и по взглядам, и по интересам, и даже по языку: духовные пользовались латинским языком, миряне говорили языком народа. Конечно, церковь всегда одушевлена была стремлением провести в народную массу свои принципы и взгляды; но пока это стремление не было осуществлено — а осуществить его всецело невозможно, — рознь между светским и духовным продолжала существовать. Все мирское казалось для духовного если не враждебным, то низшим, чуждым. В содержание схоластической философии почти не входили поэтому проблемы натурфилософского характера; для неё достаточным казалось общее, метафизическое рассмотрение вопросов о мире; её внимание устремлено было на Божество и тайны спасения, а также на нравственное существо человека; этика её, исходившая из противоположения жизни земной и небесной, мира горнего и дольнего, также гармонировала с общей отрешённостью от мирского и земного и тяготением к небесному.
Та же рознь светского и духовного обнаруживается и на языке. Если наука, почти исключительно преподававшаяся на латинском языке, была достоянием духовенства, то поэзия — именно в том, что в ней было самого жизненного, — принадлежала мирянам. Как на поэтическом искусстве средних веков не отражается влияние научного мышления, почему оно носит слишком фантастичный характер, так научное изложение за это время лишено всякой чувственно-наглядной образности: нет в нём ни вкуса, ни фантазии, ни художественности формы; преобладает искусственность и сухость, наряду с порчей классической латыни.

## Схоластическое воззрение на науку
Стремясь сделать теологию наукой, схоластики ставили вопрос не только о том, как может быть наука, но и о том, почему она должна быть. В познании нужно различать содержание его и деятельность. У схоластиков это различие стояло твёрдо потому, что аналогию ему они находили в вере, где различается объективная сторона (лат. fides quae creditur) и субъективная (лат. fides qua creditur). Содержание христианской веры неизменно, тогда как акт веры и способы восприятия её содержания изменяются согласно разнообразию верующих. Писание называет содержание веры субстанцией (ὑπόστασις, Евр. XI, 1), и это определение оказалось плодотворным для схоластического учения о науке.
"Субстанция, — говорит Фома, — означает первое начало всякой вещи, особенно в том случае, где последняя потенциально содержится в первом принципе и из него совершенно происходит; мы говорим, например, что первые недоказуемые начала образуют субстанцию науки, потому что они суть в нас самый первый элемент этой науки, и в них потенциально содержится вся наука. В этом смысле и вера означает субстанцию «уповаемых вещей».
Сходство между наукой и верой заключается, таким образом, в органической структуре обеих, в росте их обеих из зародышей мысли. Познаваемое и познающий дух взаимно подчинены друг другу. В последнем лежат зародыши, которые развиваются при соприкосновении с содержанием знания. Своё осуществление наука получает, если дух уподобляется содержанию знания или, что то же, если на последнем напечатлевается печать духа (scientia est assimilatio scientis ad rem scitam, scientia est sigillatio scibilis in intellectu scientis). Последнее основание такого согласия мышления и мыслимого схоластики видят в идеях, находящихся в уме Божием: идеи в Боге — последнее основание всего познаваемого; universalia ante rem — предположение universalia in re; высший взгляд на основные виды наук даётся в солнечном свете божественной истины.
Предметом науки служат поэтому не вещи как отдельные, чувственные, изменчивые, но общее и необходимое в вещах. Знание об отдельном, как оно даётся чувственным восприятием, имеет своё значение не само по себе, а только ради практических нужд. Другой вывод из данного понятия о науке заключается в том, что наука хотя направляется на общее, но предметом своим имеет не общие понятия сами по себе, а вещи, которые мыслятся при их посредстве: только логика составляет здесь исключение. Такими определениями науке обеспечивается её реальное содержание. Впрочем, это можно сказать только о том направлении средневековой мысли, которое называется реализмом: схоластический реализм именно понимает общее как реально сущее в вещах, между тем как другое, противоположное ему направление — номинализм — содержанием знания ставит только понятия, слова и имена.
Третье следствие — то, что есть множество наук, так как существует множество вещей, могущих быть их предметом. Не только знанию отдельного как условию частных поступков, но также и науке как целому схоластики придавали нравственное значение и тем думали дать ответ на вопрос, почему наука должна быть. Руководящую нить давала здесь прежде всего идея мудрости: знающий должен сделаться мудрым; habitus scientiae, которое он приобрёл, должно возвыситься в habitus sapientiae; ratio inferior, который образует наука, должен перейти в ratio superior. Знающий via inquisitionis идёт снизу вверх; он охватывает различные genera scibilum и касается только многого и условного. Мудрец, обладающий высшими принципами, via judicii идёт сверху вниз, обнимая все цельным взглядом с точки зрения безусловного. Специфическим объектом науки служат человеческие вещи, объектом мудрости — вещи божественные.
Наука довольствуется тем, чтобы твёрдо поставить свой предмет; мудрость идёт далее — к тому, чтобы по своему предмету судить и распределять все другое. Поскольку интеллект ищет достигаемого в habitus sapientiae разумения вещей ради этого разумения самого по себе, постольку он есть intellectus speculativus; поскольку он даёт знанию дальнейшее назначение применительно к определённым, волею совершаемым поступкам, он называется intellectus practicus. Цель первого — истина; цель последнего — благо. Первый имеет нормой — закон противоречия: ничто не может быть вместе истинным и ложным; норма второго — должно следовать благу и избегать зла.
Как есть двойной свет познания, естественный и сверхъестественный, так есть и двойное habitus интеллекта — науки и мудрости. Первое состояние есть добродетель и достигается самодеятельностью, второе — богодарованное состояние благодати. Трём добродетелям — разума, науки и мудрости — соответствуют столько же даров благодати. Мудрость как добродетель ведёт к правильному разумению божественных вещей, насколько это достигается исследованием; мудрость как дар Св. Духа даёт высшее доступное нам понимание тех же вещей, которые тогда не только становятся для мудреца предметами понимания, но настолько захватывают его в силу внутреннего сродства, что divina discere — изучать божественное — возвышается до divina pati — испытывать божественное. Знание, которое имеет наука, было бы неполно без возвышения к божественным вещам, но оно не было бы полно также и без соприкосновения с деятельной жизнью. Знание должно являться упорядочивающим и управляющим в жизни, чтобы в конце концов снова возвратиться к своему собственному элементу — к созерцанию.
Этот идеал мудрости, замечает Willman («Geschichte des Idealismus», т. II, 407), не стоял у схоластиков в недосягаемой высоте над научною деятельностью; скорее последняя имела в себе нечто причастное мудрости. Уважение к церковному преданию, господствующее в преподавании благочестия, связь школы с церковью, которая столько же управляла и упорядочивала, сколько предавалась созерцанию, всегда представлялись для учащего и исследующего идеалом и побуждали его всегда вести дело, как того требует мудрость, то есть иметь в виду целое и высшее и сохранять связь истины с благом. Как знание, так и его содержание имеют этический характер.
Познаваемое есть истинное, истинное есть благо. Науки суть искусства в широком смысле, а всякое искусство направляется на благо; содержание науки составляет bonum intellectus. Науки суть блага; обладание ими обязывает делиться ими. Добродетель — в том, чтобы подать алчущему хлеб, а незнающего научить словом мудрости. Учить и учиться — нравственная деятельность. Научиться можно на почве уже ранее имевшегося знания; отсюда требование от преподавателя — идти от лёгкого к более трудному. Искусство научения должно держаться природы, как и всякое искусство; науки должны изучаться по тому методу, каким они изобретены, то есть по методу естественному. Отношение к мудрости даёт науке у схоластиков единство, которое вместе с тем расчленено в себе. Система наук имеет иерархический строй; высшее определяет и освещает низшее, члены суть вместе и ступени. Этот строй яснее всего представил Бонавентура в своём кратком, но глубокомысленном сочинении «De reductione artium ad theologiam». Он исходит из слов послания ап. Иакова: «всякое даяние благо и всяк дар совершён свыше исходяй от Отца Светов» (Иак. I, 17) — и развивает мысль о множестве светов, об источниках света или способах просвещения.
Уже в чувственном мире есть два таких источника света, которые освещают нашу жизнь: один производит своё благотворное действие, если мы действуем на вещи, упражняем на них свои художественные способности, — отчего происходят механические искусства, к которым Бонавентура, примыкая к Гуго С.-Виктору, относит ткацкое искусство, кузнечное, земледелие, охоту, мореплавание, красноречие (со включением поэзии). Второй источник света чувственного мира образуют вещи, поскольку они на нас действуют, производят чувственное познание и показывают нам осуществлённые в природе формы.
Эти источники света суть свет внешний и свет низший; то, что они доставляют, имеет только подготовительное значение; более чистый свет приходит к нам изнутри, свет внутренний, в котором мы через разум видим истину вещей; это — свет науки в тесном смысле, свет философского познания. Но выше света разума — истина спасения; над внутренним светом стоит высший свет, свет благодати и Священного Писания, просвещающий созерцанием спасительной истины. В нём мы познаём смысл и цель просвещения, вытекающего из других источников света. Тройного рода просвещение доставляет нам Писание: прежде всего, веру — веру в вечное рождение Слова и его вочеловечение во времени; потом — поведение или образ жизни; наконец, цель того и другого — блаженство вечное, вырастающее из веры и дел. Вера — область учителей, Августина и Ансельма; поведение и нравы — дело проповедников, Григория Великого и Бернарда; последняя цель с её тайнами — дело созерцателей, Дионисия и Ричарда С.-Виктора.
Писание говорит нам трояким способом: через свою речь (sermo), через своё учение (doctrina) и через свои заповеди, регулирующие нашу жизнь (vita). «Многообразная мудрость Божия, как она нам ясно передана в Писании, лежит скрытно в основе всякого познания и природы». Троицею речи, учения и заповеди даётся расчленение науки или философии; истина разума тройная — истина речей, истина вещей и истина нравов. На эти три области истины направлены три отрасли философии: philosophia rationalis, philosophia naturalis и philosophia moralis: первая исследует причину познания (causa intelligendi), вторая — причину существования (causa subsistendi), третья — порядок жизни (ordo vitae). Рациональная философия направлена на истину речей. Но всякая речь служит троякой цели: выражать мысль, содействовать её усвоению другими и склонять последних к чему-либо: она имеет в виду exprimere, docere, movere, и потому она должна быть соответствующей, истинной и действенной — чем определяется задача трёх отделов рациональной философии: грамматики, логики и риторики. Если охарактеризовать эти три науки словами: слово (verbum), порядок (ordo) и форма (species), то в них обнаружится след троякого просвещения Писанием, поскольку в произносимом слове является духовное рождение и воплощение, в строгости образования мыслей дано нечто соответствующее нравственному воспитанию, и прекрасная форма истинной мысли доставляет духовное блаженство.
Философия естественная (naturalis) ищет истины вещей и находит её в мысленных формах вещей (rationes formales); она находит их в материи, как разум в семени (rationes seminales) или как естественные силы (virtutes naturales), в духе — как разумные основы (rationes intellectuales), в Боге — как основы идеальные (rationes ideales). Соответственно этому, она расчленяется на физику, которая рассматривает вещи в их происхождении и уничтожении, математику, которая исследует абстрактные формы, и метафизику, которая рассматривает сущее в себе и сводит его к Богу, как его Виновнику, конечной Цели и Первообразу. Здесь также Бонавентура находит аналогию с Троицею Писания: рождение образующей мысли, закон её действия и стремление к удовлетворяющей конечной цели. Философия нравственная (philosophia moralis) трактует об истине жизни или о правильности воли. Она устанавливает эту правильность для трёх областей: для жизни отдельного человека, для жизни семейной и для жизни общественной, и расчленяется поэтому на monastica, oeconomica и politica. Полное представление о моральной философии приобретается, если обратить внимание на три значения слова «rectum»: оно означает частью согласие середины с концами (rectum, cujus medium non exit ab extremis), отчасти норму, с которою сообразуется тот, кто по ней себя направляет (rectum quod dirigenti se conformatur) и, наконец, вверх направленное (rectum, cujus summitas est sursum erecta), — определения, в которых мы можем усмотреть гармонический характер нравственности, связующую и сдерживающую природу нравственного закона и его возвышенность над земным.
Бонавентура в rectitudo в первом смысле видит указание на то высшее единогласие, которое дано нам в тайне Троичности, центральном пункте веры, и находит в её нормирующей природе порядок жизни, в её направлении вверх — указание на преображение в блаженстве. И в том просвещении, которое доставляет нам чувственный мир частью как область художественного творчества, частью как основа познания, Бонавентура находит аналогию с догматическим, моральным и мистическим научением через Писание. В искусстве имеет место рождение из духа художника, посредствуемое его концепцией, и постольку художественное творчество служит, хотя и слабым, подобием рождения Вечного Слова; затем, в искусстве есть норма, которая обнаруживает своё дисциплинирующее воздействие на порождаемом произведении — сходство с нормированием поведения через ordo vivendi, и эта норма требует к своим услугам все духовные силы художника; наконец, и здесь наслаждение и блаженство — последний момент: художник радуется своему делу, дело хвалит его, служит ему и, если бы имело сознание, то чувствовало бы себя счастливым. В чувственном познании наблюдается та же аналогия.
Таким образом, с этой точки зрения просвещение души божественною мудростью Писания есть не только завершение познания, но вместе с тем первообраз всех ступеней познания. В силу обитания высшего в низшем происходит то, что Свящ. Писание заимствует свои выражения из всех областей познания, ибо во всех присутствует Бог. Как схоластики науку подчиняли мудрости, философию — теологии, так и отдельные науки они подчиняли философии, как их главе. В силу иерархического строя С. философия, как и у древних, обращена в путеводительницу исследования, направленного на отдельные области знания; она имеет к этому полную правоспособность вследствие своего тяготения к мудрости, своего строго определённого понятия истины, своих идеальных принципов и своего внутреннего единства.

## Схоластическая метафизика
Представляя собою философию религиозную, схоластика движущий нерв своего развития имела в потребностях богословской мысли, для которой философствование являлось служебным орудием. Естественно, что развитие философии шло рядом с развитием теологии; и как богословская мысль могла преуспевать в своём движении на почве уже достигнутого трудами предшествующих веков, так и философская тем большего достигает расцвета и тем более разносторонние услуги оказывает богословию, чем более делается осведомлённою в учении великих философов древности — Платона и Аристотеля, уже в патристический век признанных носителями всего доступного естественному человеческому уму знания.
Особенно ярко обнаруживается это в развитии схоластической метафизики. Вначале она получает оригинальное и вместе одностороннее направление. От начала средних веков почти до половины XII века из всех сочинений Платона знали только Тимея в переводе Халцидия; в других пунктах учение Платона было известно посредственно, поскольку оно входило в круг мыслей отцов, особенно Августина; известна была также третья книга сочинения Апулея: «De dogmate Platonis». Из сочинений Аристотеля были известны «Categoriae» и «De interpretatione» в латинском переводе Боэция. С логическим учением Аристотеля, кроме того, знакомили: введение Порфирия к этим сочинениям Аристотеля, тоже в переводах Боэция и Викторина, потом сочинения Марциана Капеллы, Августина, Псевдоавгустина, Кассиодора и несколько истолковательных трактатов Боэция к Аристотелю и Порфирию. Из логических сочинений Аристотеля не были известны обе «Analyticae», «Topica» и «De sophisticis elenchis», а из сочинений, касающихся других областей философии — ни одного.
Понятно, что при такой скудости основных предварительных сведений развитие философии в схоластике начинается своеобразно: почти до XIII века логика, или диалектика, выполняет роль метафизики. Перед началом схоластики диалектика занимала среди семи преподававшихся в школе предметов второстепенное место, как знание, подготовительное к другим, имеющее дело более со словами, чем с вещами; с возникновения схоластики она заняла первое место. Из-за неё стали пренебрегать всеми прочими «свободными искусствами», в ней искали принципов для последних. Причина этому заключалась в том, что за отсутствием какой-либо метафизики научное решение метафизических вопросов стали искать в области известных в то время семи школьных наук, и здесь естественно должны были остановиться на логике, или диалектике, как науке характера философского; из неё и стали извлекать метафизические принципы.
Так расширилась область этой науки, которая сначала имела дело только с определением слов, а потом захватила решение всех метафизических вопросов и стала наукой наук и искусством искусств. Исходя из той мысли, что всякое положение, построенное по логическим правилам, истинно, при этом превращении диалектики в метафизику обыкновенно и поступали так, что под словами разумели вещи, а простые догадки возводили на степень непоколебимых истин. Вследствие этого имя «логика» в смысле «философа» распространялось до конца XII века на всех последователей Платона и Аристотеля. В XIII веке, когда стала известна метафизика Аристотеля, Альберт Великий снова восстановил древнее различие между диалектикой и метафизикой: если за диалектикой ещё оставлено на догадках построяемое решение онтологических вопросов, то все же она считалась наукой только подготовительною к познанию истины. Такого же взгляда держались Фома Аквинский и его последователи.
Дунс Скотт в конце XIII века снова отверг это различие и возвратил логике несвойственные ей права. До конца XII века дело философствования обыкновенно ставилось так, что задавали некоторые вопросы, на которые, по-видимому, должна дать решительный ответ логика — и тотчас же, без колебаний, спешили изложить все пункты и все детали своего учения, на почве именно логических спекуляций. В видах дидактических излагаемое группировалось около одной главной проблемы. Такая проблема, если не заключающая в себе все остальные, то касающаяся их, была дана схоластике в виде проблемы об универсалиях, или общих понятиях. Эта трудная проблема преподносилась ещё уму Аристотеля.
Первые схоластики нашли её в переведённом Боэцием введении Порфирия, точнее — в предисловии к этому введению. Здесь Порфирий указывает три трудных вопроса, которые сам отказывается решить:
1. роды и виды существуют ли в реальности или же только в мысли?
2. если допустить, что они существуют реально, то телесны они или бестелесны?
3. и существуют ли они отдельно от чувственных вещей или же в самих вещах?

Эти три вопроса в течение почти шести веков волновали схоластиков. Они не могли отстранить от себя решение их, как это сделал Порфирий, потому что проблема родов и видов заключала в себе много других важных проблем. Для схоластиков эта проблема представляла то особенное значение, что, не имея специального предмета для метафизики, они решением её заполняли эту часть своей философии. Представители того или другого решения проблемы общих понятий носили у схоластиков различные названия: реалистами назывались те, кто приписывал этим понятиям реальное бытие, обособленное и предшествующее вещам (universalia ante rem; впрочем, это реализм крайний; реализм умеренный проводил аристотелевский взгляд, что общее хотя имеет реальное бытие, но в индивидуумах заключаются universalia in re); номиналистами — те, которые учили, что лишь индивидуумы имеют реальное бытие, а роды и виды суть только субъективные обобщения сходного, делаемые при посредстве равных понятий (conceptus) и одинаковых слов.
Поскольку номинализм ударяет на субъективность понятий, при посредстве которых мы мыслим однородные объекты, он называется концептуализмом, а поскольку он ударяет на одинаковость слов, которыми по недостатку собственных имён мы обозначаем совокупность однородных объектов, — крайним номинализмом, или номинализмом в тесном смысле. Его формула — universalia post rem. Эти главные направления по вопросу об универсалиях существуют, отчасти в зародыше, отчасти в некотором развитии, уже в IX и Χ веке, но полное раскрытие, диалектическое обоснование их, взаимная полемика, а также выступление различных возможных их модификаций принадлежит последующему времени. Вопрос об универсалиях, помимо его общенаучного значения, для схоластики важен был потому ещё, что решение его стояло в тесной связи с теми или другими вероучительными положениями.
Так, например, учение о Троичности лиц в едином Боге при номиналистической теории переходило в учение о троебожии. Если существует только отдельное, а не общее, учил номиналист Росцеллин, то нужно признать три Лица в Боге за три Бога и реальность их единства отвергнуть. Естественно, что церковь должна была отнестись отрицательно к номиналистическому воззрению. «Если церковь в этом споре, — замечает Erdmann („Grundriss d. Geschichte d. Philosophie“, 1866, I, 265), — не только осуждала догматическую ересь, но вместе с тем высказалась и против метафизических принципов,… то это выходило из совершенно правильного взгляда: кто придаёт более реальности вещам, чем идеям, тот более привязан к этому миру, чем к идеальному небесному царству».
Таковы были первые шаги схоластической метафизики. Дальнейшая разработка её в XIII веке происходит уже под воздействием знакомства со всеми сочинениями Аристотеля; схоластика в это время достигает расцвета. Впрочем, и теперь развитие метафизики совершается не на основе одних только новооткрытых сочинений Аристотеля: метафизические воззрения Августина, онтологические элементы в ареопагитских сочинениях и платоновские идеи также имели значение как опорные пункты.
Онтология схоластиков в своём понимании идей изначала является самостоятельною по отношению к Аристотелю. Александр Галес отклоняет весьма определённо возражения Аристотеля против идей Платона. Сам Александр принимает четыре принципа Аристотеля, но называет принцип формы: causa exemplaris sive idealis. Альберт Великий пишет трактат «De erroribus Aristotelis»; Фома Аквинский порицает полемику Аристотеля против платоновского изыскания внутреннего смысла слов; Бонавентура говорит о египетской тьме, в которую погрузился Аристотель вследствие отрицания идей.
Не менее обнаруживает в это время метафизика схоластиков свою жизненность одолением тех плевел, которыми угрожала все заполнить монистически направленная арабская философия. Аверроэс сводит деятельность высшего принципа — формы — к простому разъединению форм, лежащих в материи, так что у него творение является только эволюцией; вместе с тем он понимает пассивный разум как одну от вечности обнаруживающуюся в отдельных человеческих духах восприимчивость, а активный — как разлитое в мире истечение божественного разума, которое просвещает пассивный или восприемлющий разум. Альберт и Фома настойчиво опровергают это учение, причём они выводят на сцену правильно понимаемого Аристотеля на место ложно истолкованного и ясно указывают метафизическую сторону затронутого вопроса. Эта творческая эпоха, которая сделала теологию наукой, является вместе с тем периодом господства метафизики. Последняя не преподаётся в учебных руководствах, но отчасти выступает как вводная часть «Сумм», отчасти образует предмет небольших сочинений. Обе «Суммы» Фомы — философская и богословская — так расположены, что в них идут рука об руку с содержанием рациональной теологии основные понятия онтологии. Его «Quaestiones disputatae» также трактуют о метафизических предметах. В трактате «De potentia» изъясняется древняя проблема — как единое может сделаться многим, — которая образовала нерв индийской спекуляции и которою заняты были ещё Гераклит, Парменид и другие греческие философы. Учитель Фомы, Альберт, также трактовал об этой проблеме, но с меньшим научным успехом, чем его великий ученик.

## Общий взгляд на движение средневековой мысли
Историю схоластической философии удобнее всего разделить на два периода: первый от IX до начала XIII века — период начинающейся схоластики, или применения аристотелевской логики и неоплатонических философов к церковному учению; второй, от начала XIII в. до исхода средних веков — период полного развития и широкого распространения схоластики, или применения к церковной догме сделавшейся с тех пор известной уже в полном своём объёме аристотелевской философии. Обыкновенно начало схоластической философии видят в той своеобразной и смелой переработке античных (ближе всего — неоплатонических) воззрений, которую дал в половине IX в. Иоанн Скот Эриугена.
Её первый отдел, простирающийся до половины XII в., характеризуется преобладанием платонизма; это объясняется влиянием Августина, находящим своё завершение у Бернарда Шартрского. Наряду с этим идут через посредство арабских и иудейских философов неоплатонические влияния, всего ярче обнаруживающиеся в монистических учениях Амальриха Бенского и Давида Динантского. Поворотным пунктом служит расширение знакомства с аристотелевскими сочинениями, которым схоластика отчасти обязана арабам. Иоанн Солсберийский, около 1159 г., знает весь «Органон»; около 1200 г. из Константинополя на Запад прибывает перевод «Метафизики», но толкование аристотелевского учения в монистическом смысле (в чём некоторые следовали арабам) делает его подозрительным в глазах церкви. Папа Григорий IX в 1231 г. предписывает исключить libri naturales Аристотеля из школьного употребления, пока они не будут исследованы и очищены от всякого подозрения в заблуждении.
Этим вызывается более осторожное отношение к незадолго перед тем сделавшимся известными сочинениям Аристотеля, но уже около половины XIII в. аристотелизм находит благосклонный приём у христианских философов; вместе с тем происходит более широкое усвоение античных приёмов мысли и начинается цветущий период схоластики. Упадок спекулятивной мысли и схоластики начинается в XIV в.
Не следует, однако, предполагать, что самое существование схоластики, её процветание и упадок зависели только от большего или меньшего запаса произведений античной философии и что христианская философия средних веков стояла в рабской зависимости от древних (особенно от Аристотеля), которые притом недостаточно были поняты. Подобно патристам, схоластики искали у древних философов прежде всего подтверждения христианской истины; как и патристов, внутреннее согласие древних философем с христианскими воззрениями заставляло их примыкать к тому или другому философу.
Платон, несмотря на некоторые чуждые вере взгляды, стоял у них высоко потому, что учил о бытии Божием, различал вечность и время, идеи и материю, называл разум — оком, истину — светом духа, знание — зрением и твёрдо установлял, что доступно знанию сотворённого разума. Аристотель привлекал схоластиков по причине сходства, которое они замечали между его органическим мировоззрением и христианским пониманием жизни и духа; они находили в его учении о бытии Бога и божественных свойствах близость к учению Писания, в его взгляде, что душа — форма тела, спекулятивное выражение библейской антропологии. Все, что из аристотелевской философии проникло в древнехристианский образ мыслей, у схоластиков поэтому также получает своё развитие. Вместе с тем они ценили в Аристотеле человека универсальной мысли и широкого кругозора, видели в нём представителя того знания, которое достигается естественными усилиями разума, но с тем большею ясностью даёт понять специфическую особенность и высоту веры.
Иоанн Салисбюрийский, отмечая достоинства обоих древних философов, добавляет, однако, что полное знание, истинная философия возможны только при вере, без которой древние мыслители впали в заблуждение. Таким образом, отношению средневековой спекуляции к древней при всем значении, которое имела последняя, нельзя придавать исключительное значение в истории развития схоластики; нужно иметь в виду и другие факторы, внутреннего характера. Учители церкви в глазах схоластиков должны были стоять выше, чем главы академии и лицея. Поэтому не без основания начало схоластики можно относить не к философии западного мыслителя IX в. И. С. Эригены, а к богословствованию греческого инока VIII в. св. Иоанна Дамаскина. Его сочинение «Πηγή γνώσεως» («Источник знания») даёт компендиум патристического богословия, с вводною философскою главою, причём философия прямо выступает в роли служебного орудия теологии.
Собственно вождём древней схоластики, когда явилась потребность дать содержанию веры рациональный и систематический вид, был Августин. Схоластики искали теологии как науки, которая совмещала бы в себе все элементы религии: положительный, спекулятивный и мистический. Первый шаг на пути к этой цели связан с именем Ансельма Кентерберийского (ум. 1109); его доказательства бытия Божия кладут начало рациональной теологии. XII-е столетие приносит с собой, с одной стороны, т. e. «Summae», компендиумы положительного содержания вероучения, с другой — мистические стремления, которые особенно обнаруживаются в Бернарде Клервоском.
К XIII в. относится в собственном смысле основание теологии как науки. Александр Галес (ум. 1245) даёт ещё своей «Summa» форму комментария к «Сентенциям» Петра Ломбардского, но вместе с тем ставит и общие методологические вопросы: необходима ли sacra disciplina, одна ли она, практический ли имеет характер или теоретический, что служит её предметом, как излагать её. Теология у него — мудрость, направленная на улучшение сердца, а не на усовершенствование знания, как метафизика или philosophia prima. Альберт Великий идёт далее: он находит, что именно мудрость делает теологию или sacra disciplina наукой и роднит её с философией.
Фома Аквинский, наконец, доказывает необходимость мудрости, основанной на вере и завершающей все временно-достижимое познание; это — philosophia prima, предвосприятие, хотя и несовершенное, вечного созерцания. Здесь сказывается влияние аристотелевских понятий, но руководящие мысли выходят за пределы античной спекуляции. Чтобы удержаться на достигнутой высоте, требовалась не только научная ревность, но и постоянное согласие элементов религии, составляющих предварительное условие такого парения мысли. Учёный мир не сумел сохранить этого согласия и под влиянием духа времени в XIV и XV вв. отчасти опустился вниз, отчасти уклонился в сторону. Положительная теология, мистика и диалектика обособились друг от друга, высшие точки зрения были оставлены, спекулятивная сила оказалась в таком усыплении, что номинализм, который легко мог быть побеждён в период начинавшейся схоластики, теперь взял перевес.
Средневековая схоластика разделилась на два направления мысли: одно, не проявляя творчества, верно хранило приобретения цветущего периода — другое обнаруживало признаки саморазложения. Кроме внутренней причины падения схоластики, были и другие содействовавшие ему факторы — возбуждение интереса к изучению природы и возрождение знания древности. И тому, и другому должно было благоприятствовать усилившееся с XIII в. изучение Аристотелевой философии. Теологический характер обучения ещё господствовал в школе; все учреждения, влияние которых отражалось на направлении умов, были в ведении церкви: только благодаря тому, что схоластика сама в себе распадалась, могло взять верх другое направление. Распадение схоластики обнаружилось в XIV в., в решении старого философского вопроса об универсалиях. До XIV в. господствовал реализм; теперь перевес переходит на сторону номинализма.
Утверждая, что в общих понятиях мы познаём не истинное бытие вещей и не истинные мысли Бога, а только субъективные абстракции, слова и знаки, номинализм отрицал всякое значение за философией, которая, с его точки зрения, есть только искусство связывать эти знаки в положения и заключения. О правильности самих положений она не может судить; знания истинных вещей, индивидуумов она не может доставить. Это учение, в основе своей скептическое, проводило пропасть между богословием и светской наукой. Всякая мирская мысль — суета; она имеет дело с чувственным, но чувственное есть только явление. Истинным принципам научает только вдохновенный разум теологии; только через него мы научаемся познавать Бога, который есть индивидуум и вместе общая основа всех вещей и потому существует во всех вещах. Это противоречит принципу мирской науки, по которому никакая вещь не может быть одновременно во многих вещах; но мы узнаём это из откровения, мы должны этому верить.
Таким образом, в самый резкий контраст одна с другою ставятся две истины, естественная и сверхъестественная: одна знает только явления, другая — их сверхъестественные основы. Теология есть практическая наука; она научает нас заповедям Божиим, открывает путь ко спасению души. И как глубоко различаются между собою духовная и мирская наука, так же должны быть разделены мирская и духовная жизнь. Самый ярый номиналист, Уильям Оккам, принадлежал к самым строгим францисканцам, которые, дав обет бедности, не мирились с образом действий папской власти. Истинно духовный должен отречься от всякого мирского имущества, потому что он явления чувственной жизни считает за ничто. Иерархия должна отказаться поэтому от светской власти: царства мирское и духовное должны быть разделены; их смешение приводит к бедствиям. Духовному царству принадлежит преимущество перед мирским, как истине — перед явлением.
Учение о духовном и светском состоянии доведено здесь до крайних пределов, после чего должен был следовать поворот, так как с понятием иерархии несовместимо полное разделение духовной и светской власти. Сделаться общим воззрением номинализм не мог, но он достиг широкого распространения, привлёк к себе мистицизм, сродный ему по отвращению к мирской суёте, и расшатал в споре с реализмом схоластические системы. Он превратил систематическую тенденцию средневековой философии в полемическую. Спор номиналистов с реалистами не был проведён последовательно и не дал плодотворных результатов: отлучения заступили место доводов. Номинализм средних веков имел только отрицательное значение для философии. Он отделил от теологии научные исследования, поскольку отверг за светскими науками всякое значение для духовной жизни. Под его влиянием в XIV стол. философский факультет в своих изысканиях истины не по имени только отделился от теологического. Философское исследование приобрело более свободы, но потеряло в содержании. Формализм, в котором упрекают схоластику, теперь действительно является преобладающим в философии, занятой почти исключительно логическими формами. Здесь лежат начатки религиозного индифферентизма в разработке светской науки; он покоится на принципе разделения духовной и светской области.

## История схоластической философии

### Периодизация
1. Ранняя схоластика (IX—XII века), стоявшая ещё на почве нерасчленённости, взаимопроникновения науки, философии, теологии, характеризуется оформлением схоластического метода в связи с осмыслением специфической ценности и специфических результатов деятельности рассудка и в связи со спором об универсалиях. Главные представители схоластики: в Германии — Рабан Мавр, Ноткер Немецкий, Гуго Сен-Викторский; в Англии — Алкуин, Иоанн Скот Эриугена, Аделард из Бата; во Франции — Иоанн Росцелин, Пьер Абеляр, Гильберт Порретанский, Иоанн Сольсберийский, Бернард Шартрский, Амальрик из Бена; в Италии — Пётр Дамиани, Ансельм Кентерберийский, Бонавентура.[источник не указан 1880 дней]
2. Средняя схоластика (XIII век) характеризуется окончательным отделением науки и философии (особенно натурфилософии) от теологии, а также внедрением в западное философское мышление учения Аристотеля (см. Европейская философия), имевшегося, правда, только в латинском переводе. Формируется философия больших орденов, особенно францисканского и доминиканского, а также системы Альберта Великого, Фомы Аквинского, Дунса Скота. Затем последовал спор между сторонниками Августина, Аристотеля и Аверроэса, спор между томистами и скотистами. Это было время великих философско-теологических энциклопедий. Другие главные представители схоластики: в Германии — Витело, Дитрих Фрейбергский, Ульрих Энгельберт; во Франции — Винсент из Бове, Иоанн Жандунский; в Англии — Роджер Бэкон, Роберт Гроссетест, Александр Гэльсский; в Италии — Эгидий Римский; в Испании — Раймунд Луллий.
3. Поздняя схоластика (XIV и XV века) характеризуется рационалистической систематизацией (благодаря которой схоластика получила отрицательный смысл), дальнейшим формированием естественно-научного и натурфилософского мышления, выработкой логики и метафизики иррационалистического направления, наконец, окончательным отмежеванием мистики от церковной теологии, становившейся все более нетерпимой. Когда в нач. XIV века церковь уже окончательно отдала предпочтение томизму, схоластика с религиозной стороны стала историей томизма. Главные представители поздней схоластики: в Германии — Альберт Саксонский, Николай Кузанский; во Франции — Жан Буридан, Николай Орезмский, Пётр д’Альи, Николай из Отрекура; в Англии — Уильям Оккам; в Италии — Данте; в Испании — Саламанкская школа. В период гуманизма, Возрождения, Реформации схоластика перестала быть единственной духовной формой западной науки и философии. Неосхоластика защищает предмет христианской философии. Схоластический — соответствующий методу схоластики; в отрицательном смысле — хитроумный, чисто рассудочный, спекулятивный.[источник не указан 1880 дней]
4. Посттридетская схоластика (XV—XVIII века).

### Начало
Самым ранним философом схоластического времени является Иоанн Скот Эриугена, живший в IX веке и изложивший свою философию главным образом в сочинении «De divisione naturae». Он примыкает по своим философским воззрениям к Псевдо-Дионисию Ареопагиту, произведения которого перевёл на латинский язык, равно как и к его комментатору Максиму Исповеднику, Григорию Назианзину, Григорию Нисскому и другим греческим учителям церкви, а также и к латинским, именно к Августину. Истинная философия, по Эриугене, тождественна с истинной религией, и наоборот.
Система Эриугены, содержащая в себе зародыши как средневекового мистицизма, так и диалектического схоластицизма, была отвергнута церковною властью, как противоречащая истинной вере. Христианскую идею творения философ пытается понять, изъясняя её в смысле неоплатонического учения об эманациях. Бог есть высшее единство; Он прост и тем не менее многообразен. Происхождение из Него есть размножение божественного блага путём нисхождения от общего к отдельному; после самого общего существа всех вещей образуются роды высшей общности, потом следует менее общее, до видов, и, наконец, при посредстве специфических различий и свойств — индивиды.
Учение это основывается на гипостазировании общего, как ранее индивидов, в порядке бытия реально существующей сущности — следов., на платоновском учении об идеях, как оно потом выражено было в формуле: universalia ante rem. Однако Скотт не исключает бытия общего и в отдельном, но опровергает взгляд «диалектиков», которые, основываясь на сочинениях Аристотеля и Боэция, утверждали, что индивидуум есть субстанция в полном смысле, вид же и род — субстанции в смысле второстепенном. Происхождение конечных существ из Божества Скотт называет процессом раскрытия (analysis, resolutio); ему противопоставляется возвращение в Бога или обожествление (reversio, deificatio), сведение бесконечного множества индивидов к родам и, наконец, к простейшему единству всего, которое есть Бог; таким образом, Бог есть все и все есть Бог. К Псевдо-Дионисию Скотт примыкает и в различении положительной теологии, которая приписывает Богу положительные предикаты в символическом смысле, и отрицательной, которая отрицает их у Него в собственном смысле.

### Реализм и номинализм от IX до конца XI века
Опровергнутое Эриугеною мнение «диалектиков» во время и после Эриугены нашло между схоластиками многочисленных приверженцев, из которых одни прямо защищали его против неоплатонической теории Эриугены, другие признавали истинную субстанциональность за общим. У некоторых диалектиков появилось сомнение, можно ли род признавать за нечто реальное, вещественное, так как общее может быть прилагаемо к индивидам только в качестве предиката, а между тем нельзя допустить, чтобы вещь могла быть предикатом другой вещи.
Сомнение это повело к утверждению, что роды должно признавать за слова (voces) только. При решении вопроса о реальности общих понятий, как уже сказано выше, образовались два направления: реализм и номинализм. Оба эти направления, частью в зародышевой форме, частью в некотором развитии, встречаются уже в IX и Χ вв. Школа Рабана Мавра (ум. в 856 г. архиепископом Майнцским) держится, аристотелевско-боэцианской точки зрения. Из числа её представителей Гейрик Оксеррский склонялся к умеренному реализму. Ученик Гейрика, Ремигий Оксеррский (кон. IX век), проводил реалистическую тенденцию: он учил, согласно Платону, что видовое и индивидуальное существует через участие в общем; не покидал он, однако, и боэциево-аристотелевской точки зрения на имманенцию. Занятия диалектикой, как и вообще свободными искусствами, продолжались и далее, в Χ и XI веке, но почти до самого конца последнего — без новых научных результатов. Из схоластиков этого времени известны: Поппо (X век), Герберт (впоследствии Папа Сильвестр II, ум. 1003), Фульберт (XI век), ученик его Беренгар Турский (999—1088), Ильдебер де Лаварден (1057—1133), занимавшиеся главным образом вопросом об отношении философии к церковному учению.
Во 2-й половине XI века некоторые из схоластиков стали приписывать Аристотелю взгляд, что логика имеет и должна иметь дело с правильным словоупотреблением и что роды и виды суть только субъективные соединения индивидов, обозначенных одинаковыми именами; взгляд, приписывавший универсалиям реальное существование, стал подвергаться опровержению. Таким образом явился номинализм как противоположное реализму направление. Самый известный между номиналистами этого времени — Росцеллин. Современником Росцеллина был и его выдающийся противник — Ансельм, архиепископ Кентерберийский. Девиз Ансельма (1033—1109): credo ut intelligam (см. Ансельм).
Пьер Абеляр (1079—1142) по вопросу об универсалиях проводил направление, чуждое и номиналистической крайности Росцеллина, и реалистической Вильгельма Шампо (считавшего род присущим каждому индивидууму по существу), но все же стоящее ближе к номинализму (см. Абеляр). Защитниками христиански модифицированного платонизма были Бернард Шартрский (род. около 1070—1080), Вильгельм де Конт и Аделар Батский (оба учили в 1-й половине XII век), державшийся, впрочем, и аристотелевских взглядов на познание чувственного мира. Между логиками-защитниками реализма имели значение Вальтер де Мортан (ум. 1174) и в особенности Гильберт Порретан, составитель толкований на псевдобоэциевы «De trinitate» и «De duabus naturis in Christo» и автор сочинения о шести последних категориях.
Ученик Абеляра Пётр Ломбард (ум. 1164), Magister sententiarum, составил учебник теологии, который долго служил главным источником теологического обучения и диалектического разъяснения теологических проблем. Против высокой репутации диалектики и в особенности против её применимости к теологии восставали мистические теологи, как Бернард Клервоский (1091—1153), Гуго (ум. 1141) и Ричард (ум. 1173) С.-Викторы. Против односторонней диалектики и за связь классического образования с школьной теологией выступил учёный и изящный писатель Иоанн Солсберийский (ум. 1180), державшийся умеренного реализма. Алан ab Insulis (ум. 1203) написал основанное на началах разума изложение теологии; Амальрих Бенский (ум. 1206) и Давид Динантский (ум. 1209) возобновили доктрины Дионисия Ареопагита и Иоанна Эригены, проводя пантеистическое отождествление Бога с миром. Алан de Insulis, Давид Динантский и Амальрих Бенский знали уже некоторые переводные арабские сочинения.

### Философия арабов и евреев
Развитие схоластической философии с конца XII века до высшей её степени расцвета стоит в связи с тем, что схоластики через посредство арабов и евреев, а затем и греков, знакомятся со всею совокупностью сочинений Аристотеля, а также и с образом мыслей философов, излагавших содержание этих сочинений. С тех пор, как по декрету Юстиниана (529 г.) неоплатоническая философия стала преследоваться, как неблагоприятно влияющая на ортодоксию христианской теологии, — Аристотелевская философия стала распространяться все более и более. Прежде всего и главным образом еретики, а затем и представители ортодоксии в теологических спорах пользовались Аристотелевской диалектикой.
Школа сирийских несториан в Эдессе (позднее — в Низибии) и медицинско-философское учебное заведение в Гандисапоре были главными местами изучения Аристотеля; преимущественно оттуда Аристотелева философия перешла к арабам. Сирийские монофизиты также занимались изучением Аристотеля. Монофизит и тритеист Иоанн Филопон и православный монах св. Иоанн Дамаскин были христианами-аристотеликами. В VIII и IX веках занятия философией приходят в упадок, но традиция все ещё держится. В XI веке выделяются как логики Михаил Пселл и Иоанн Италийский. От следующих веков имеется много комментариев на сочинения Аристотеля, частью и других философов. В XV веке, особенно после падения Константинополя (1453), начинается усиленное знакомство Запада с античной литературой, причём в области философии возникает борьба между аристотелевским схоластицизмом и новозарождающимся платонизмом.
Философия у арабов вообще представляет собою перемешанный с неоплатоническими воззрениями аристотелизм. Проникли к арабам греческое врачебное искусство, естествознание и философия преимущественно в эпоху господства Аббасидов (с 750 г. н. э.), благодаря тому, что сирийскими христианами переводились на сирийский и арабский языки с греческого сначала медицинские, а потом и философские произведения. Сохранение традиций греческой философии выражалось в том, что и теперь имели значение господствовавшая у последних философов древности связь платонизма и аристотелизма и обыкновенное у христианских теологов изучение аристотелевской логики как формального όργανον'а догматики; но вследствие строгого монотеизма ислама аристотелевская метафизика, особенно её учение о Боге, достигла здесь большого значения, чем у неоплатоников и христиан. Ещё успешнее развивалась здесь естественно-научная доктрина Аристотеля вследствие связи философских занятий с медицинскими. Знаменитейшие из арабских философов на Востоке: Алькенди (1-я пол. IX век), ещё более прославившийся как математик и астролог; Альфараби (X век), усвоивший неоплатоническое учение об эманациях; Авиценна (XI век), защищавший более чистый аристотелизм и пользовавшийся высоким уважением даже у христианских учёных позднейшего средневековья как философ и особенно как учёный медик; наконец, Альгазэл (ум. XII век), в интересах теологической ортодоксии прибегавший к философскому скептицизму.
На Западе: Авемпац (XII век, Ibn Badja) и Абубацер (XII век, Ibn Tophail), проводившие мысль о самостоятельном постепенном развитии человека; Аверроэс (Ibn Roschd, 1126—1198), известный комментатор Аристотеля. Толкуя учение последнего о пассивном и активном разуме, Аверроэс становится на пантеистическую точку зрения, исключающую индивидуальное бессмертие; он признаёт единый общий для всего человечества интеллект, расчленяющийся в отдельных людях и снова возвращающий в себя каждую свою эманацию, так что они только в нём становятся причастными бессмертию.
Философию евреев в средние века составляет частью каббала, частью преобразованное платоно-аристотелевское учение. Отдельные каббалистические положения могут быть отнесены к I в. или же ко времени, предшествующему началу христианской эры; они связаны, вероятно, с тайным учением ессеев.
На дальнейшее образование этой доктрины оказали значительное влияние греческие, особенно платоновские воззрения через посредство, быть может, иудео-александрийской религиозной философии, а позже — неоплатонических сочинений. Соприкосновение с чуждыми цивилизациями, особенно с персидской, затем с эллинской и римской, позже — с христианством и магометанством расширяло кругозор еврейского народа и мало-помалу приводило к уничтожению национальных границ в области веры. Из еврейских философов более значительны Саадиа-бен-Иосиф-аль-Файуми (с 892 до 942 г.), защитник Талмуда и противник караимов; представитель неоплатонического направления, живший около 1050 г. в Испании, Соломон Ибн-Гебироль, признаваемый христианскими схоластиками за арабского философа и приводимый у них под именем Авицеброна; Бахия-бен-Иосиф, автор морального сочинения об обязанностях сердца (конец XI век). Прямую реакцию в философии произвёл около 1140 г. поэт Иуда Галеви в своей книге Khosari, где выставляются побеждёнными иудейским учением греческая философия, христианская и магометанская теология.
В середине XII век Абрагам бен Давид сделал попытку провести сравнение между иудейской и аристотелевской философией; с более значительным успехом взял на себя эту задачу известнейший между еврейскими философами средних веков, Маймонид (Moses Maimonides, 1135—1204) в сочинении: «Руководство сомневающихся». Аристотелю он приписывает безусловный авторитет в познании подлунного мира, в познании же небесного и божественного ограничивает его взгляды откровенным учением. Как комментатор Парафраз и Комментариев Аверроэса, а также как автор собственных произведений известен Леви бен Герсон (первая полов. XIV век). Через посредство евреев арабские переводы произведений Аристотеля и аристотеликов переводились на латинский яз., и таким путём знание общей аристотелевской философии достигало христианских схоластиков, которые и сами стали заниматься переводом сочинений Аристотеля уже непосредственно с греческого.

### Развитие и распространение
Знакомство с сочинениями Аристотеля, а также с основывающимися частью на неоплатонизме, частью на аристотелизме сочинениями арабских и еврейских философов и с византийской логикой произвело существенное расширение и преобразование философских занятий у христианских схоластиков. В некоторых из этих сочинений, особенно в сочинениях, сначала ложно приписанных Аристотелю, в действительности же обязанных своим происхождением неоплатонизму, развивается эманатистическая теософия. Она содействовала появлению примыкающих к учению Иоанна Скотта Эригены пантеистических доктрин, против которых скоро возникла сильная церковная реакция, грозившая вначале коснуться и аристотелевских натурфилософии и метафизики.
Позже, когда был признан теистический характер действительных сочинений Аристотеля, ими стали пользоваться против платонизма, заимствованного ранними схоластиками из Августина и отцов церкви. Первым философом-схоластиком, изучившим всю философию Аристотеля и часть комментариев арабских философов и обратившим все это на служение христианской теологии, был Александр Галес (ум. 1245); в своей «Summa theologiae» он представляет силлогистическое обоснование церковных догматов, для чего пользуется философскими учениями. Его творение — не первое с подобным заглавием; были и раньше Summae, но авторы их пользовались только логикой Аристотеля, а не всей его философией.
Вильгельм Овернский, еписк. Парижский (ум. 1249), защищал Платоновское учение об идеях и субстанциональность человеческой души против Аристотеля и арабских аристотеликов; совокупность идей он отождествлял со вторым лицом Св. Троицы. Роберт, еписк. Линкольнский (ум. 1252), связывал Платоновское учение с Аристотелевским. Михаил Скотт более известен как переводчик Аристотелевских сочинений, чем как самостоятельный писатель. Викентий из Бовэ (ум. 1264) — более энциклопедист, чем философ. Мистик Бонавентура (ум. 1274), ученик Александра Галеса, отдавал предпочтение Платоновскому учению перед Аристотелевским, всю же человеческую мудрость подчинял божественному просвещению. Выше народной нравственности, по его мнению, стоит исполнение монашеских обетов и особенно мистическое созерцание, дающее предвкушение будущего блаженства. Альберт Больштэдт (1193—1280), прозванный Великим (Albertus Magnus), или «doctor universalis» — первый схоластик, который воспроизвёл всю Аристотелевскую философию в систематическом порядке, постоянно принимая во внимание арабских комментаторов, и развил её в смысле церковной догмы.
Фома Аквинский (род. 1225 или 1227, ум. 1274) довёл схоластику до высшего развития посредством возможно полного приспособления Аристотелевской философии к церковному учению. При этом он, однако, различал: а) специально-христианские откровенные положения; они могут быть защищены разумом только как свободные от противоречий и правдоподобные, и б) разумом положительно обосновываемые учения. Кроме комментариев на Аристотелевские сочинения и некоторых философских и богословских монографий, перу Фомы принадлежат три обширных произведения: комментарий на сентенции Петра Ломбарда, в котором даётся объяснение спорных богословских вопросов; позднее (1261 и 1264) 5 книг «De veritate fidei catholicae contra gentiles», рациональное обоснование теологии; наконец, систематическое изложение всего откровенного учения (не доведённое до конца) — «Summa theologiae». Вместе с Аристотелем Фома в познании и особенно в познании Бога видит высшую цель человеческой жизни. По вопросу об общих понятиях Фома — реалист в умеренном, Аристотелевском смысле. Иоанн Дунс Скот (умер, по общепринятому мнению, 34-х лет от роду, в 1308 г.) основал, как противник учения Фомы, или томизма, названную по его имени философско-теологическую школу скоттистов.
Из современников Фомы Аквинского и Дунс Скотта заслуживают упоминания: Генрих Гентский (1217—1293), защищавший против аристотелизма Альберта и Фомы тесно примыкающий к августиновскому платонизму образ мыслей; Ричард из Миддельтоуна (ум. ок. 1300), францисканец, ближе стоящий к учению скоттистов, чем томистов; Сигер Брабантский (ум. до 1300), от скоттистского образа мыслей перешедший к томизму; Пётр Испанский (впоследствии Папа Иоанн XXI, ум. 1277), значительно повлиявший на изучение логики в школах своими «Summulae logicales»; Роджер Бэкон (1214—1294), по своему стремлению к исследованиям природы являющийся предшественником Бэкона Веруламского. Раймунд Луллий (1234—1315) создал фантастическую теорию комбинации понятий применительно к обращению неверующих, доставившую ему большое число приверженцев даже в позднейшее время, когда недовольство схоластикою и неопределённое влечение к новому благоприятствовали подобным странным опытам.
И в период процветания схоластики никогда не было, впрочем, недостатка в антицерковных философемах, опиравшихся на Аристотелевскую доктрину и аверроэстическое её объяснение. Знакомство с философией арабов-евреев приводило к инославным мыслям. Может быть, её влияние отразилось на Симоне Турнейском (ок. 1200 г.), который с одинаковой лёгкостью доказывал истинность и неистинность церковного учения. Более излюбленным было различение философской истины и теологической. Это различение имело свою полезную сторону, но оно уничтожало принцип С. и, осуждённое церковною властью, в этот период ещё не успело приобрести господства; оно преимущественно шло из аверроизма, процветавшего в Падуе. Францисканец Пётр Орсонь (ум. 1321), доминиканец Дюран Вильгельм (de St. Paurçain, ум. 1332) и особенно францисканец Уильям Оккам (ум. 1347) возобновили в XIV век номинализм. Философское направление, созданное Оккамом, было почти индифферентно по отношению к церковному учению.
Между схоластиками позднейшего времени, когда возобновлённый номинализм более и более достигал господства, выдавался Иоанн Буридан (ум. 1350), ученик Оккама; он известен своими исследованиями о свободе воли и логическими сочинениями; вопрос о том, может ли воля при одинаковых условиях решиться за или против чего-либо, он считал неразрешимым, так как и индетерминистическое, и детерминистическое решения ведут к противоречиям. Известного «осла Буридана» в сочинениях Буридана нет: вероятно, это был один из аргументов его противников. Марсилий Ингенский (ум. 1392) защищал номиналистическое направление, примыкая к Дюрану и Оккаму. Пётр д’Альи (1350—1425), номиналист, защищал церковное учение; он отдавал предпочтение Библии перед преданием и собору перед папой; в философии хотел идти средним путём между скептицизмом и догматизмом. Обособленно от духа времени стоит Раймунд Сабундский, испанский врач и теолог, учитель теологии в Тулузе (1-я половина XV век); он старался доказать христианское учение из откровения Бога в природе и представить рационально, хотя и с оттенком мистицизма, гармонию между книгою природы и Библией.